# Calasca-Castiglione

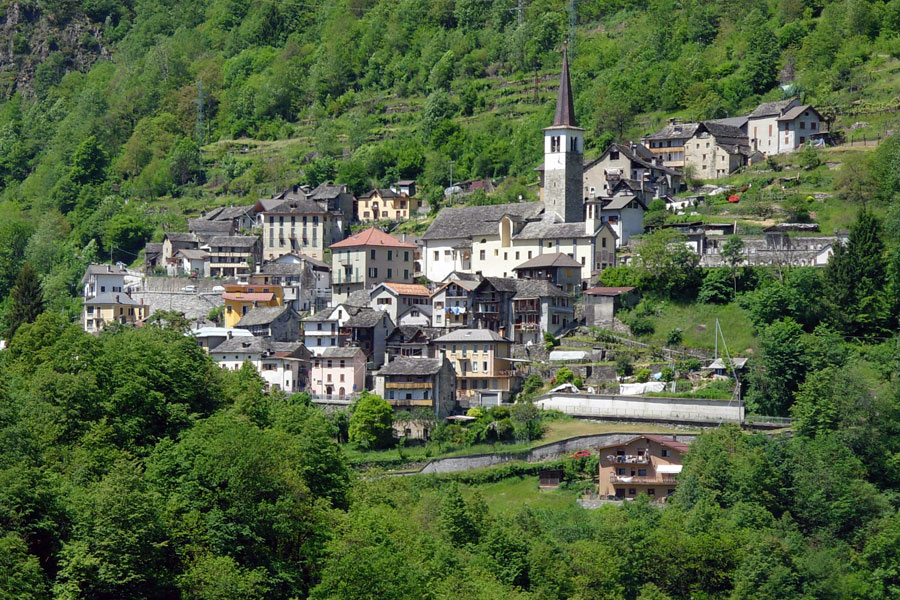
Castiglione mit Pfarrkirche Sant’Antonio Abate

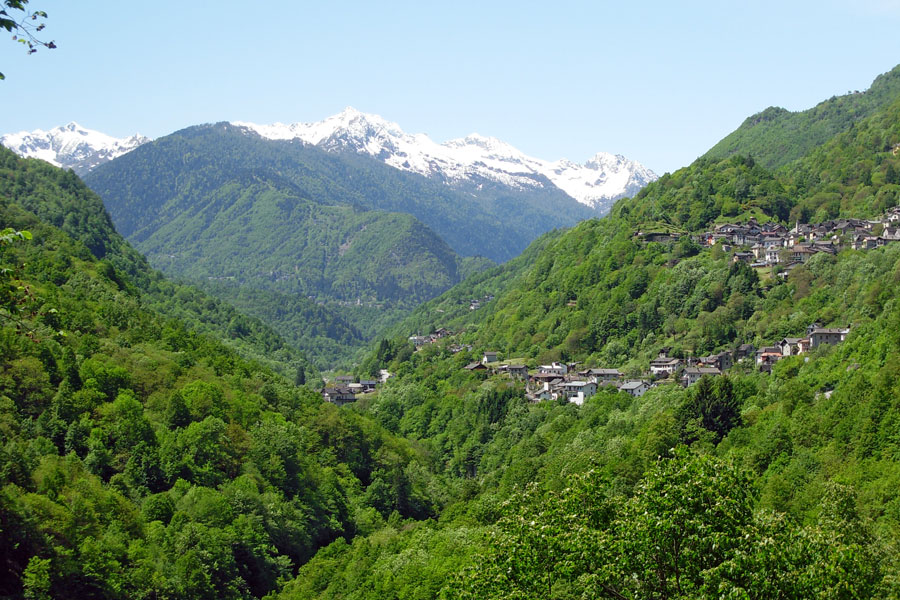
Die Fraktionen Molini und Vigino

Calasca-Castiglione ist eine Gemeinde in der italienischen Provinz Verbano-Cusio-Ossola (VB) in der Region Piemont.

## Lage und Einwohner
Die Gemeinde liegt 40 km nordwestlich von der Provinzhauptstadt Verbania und 24 km südwestlich von Domodossola im Valle Anzasca. Das Gemeindegebiet umfasst eine Fläche von 57 km² und hat 600 Einwohner (Stand am 31. Dezember 2023). Zu Calasca-Castiglione gehören die Fraktionen Barzona, Calasca Dentro, Pianezzo, Antrogna, Duiamen, Molini, Gurva, Boretta, Vigino, Porcareccia, Pecciola, Selvavecchia, Castiglione d’Ossola, Colombetti und Meggianella.
Die Nachbargemeinden sind Antrona Schieranco, Bannio Anzino, Pallanzeno, Piedimulera, Pieve Vergonte, Rimella, Seppiana, Valstrona, Vanzone con San Carlo und Viganella.
Bei Molini di Calasca liegt der offizielle Beginn des 55-tägigen Fernwanderwegs Grande Traversata delle Alpi, wenngleich ein Einstieg aus dem benachbarten Strona-Tal praktikabler ist.

## Geschichte
Einige Paramilitärs der Schwarzen Brigaden Ravenna erschossen den Pfarrer Don Giuseppe Rossi am 26. Februar 1945, weil sie ihn beschuldigten, die Glocken als Signal an die italienischen Partisanen geläutet zu haben.

## Sehenswürdigkeiten
- Pfarrkirche Sant’Antonio Abate genannt cattedrale tra i boschi erbaut 18. Jahrhundert, ein dreischiffiges Gebäude, das von einer großen Kuppel überragt wird.
- Wallfahrtskirche Madonna della Gurva erbaut 1641.
- Villa Belli Wohnhaus des Physikers Giuseppe Belli.

## Persönlichkeiten
- Giuseppe Belli (* 25. November 1791 in Calasca; † 1. Juni 1860 in Pavia) war ein italienischer Physiker.